# باشگاه فوتبال پونتاریناس
باشگاه فوتبال پونتاریناس یک باشگاه فوتبال کاستاریکایی است که در حال حاضر در لیگ برتر کاستاریکا رقابت می‌کند.
این تیم بازی‌های خانگی خود را در ورزشگاه لیتو پرز در پونتارناس، استان پونتارناس، کاستاریکا انجام می‌دهد که به دلیل دمای بالا و حمایت بی‌توقف هواداران به دیگ جادویی معروف است.